# Kyffhäuserland
Kyffhäuserland é um município da Alemanha, situado no distrito de Kyffhäuserkreis, no estado da Turíngia. Tem 128,40 km² de área, e sua população em 2019 foi estimada em 3.843 habitantes. Foi formado em 31 de dezembro de 2012, após a fusão dos antigos municípios de Badra, Bendeleben, Göllingen, Günserode, Hachelbich, Rottleben, Seega e Steinthaleben.